# たまコロ
たまコロは、北海道の北見市及び隣接する地域の特産・タマネギを材料にしたコロッケ。
北見市では、スーパーの総菜コーナーなどにも陳列されているほか、ビールのお供としても人気があり、学校給食や家庭科調理実習のメニュー、ふるさと納税の返礼品にも採用されるなど、家庭の味として親しまれている。

## 名称
たまねぎの「たま」とコロッケの「コロ」に由来する。

## 特徴・味
材料は、たまねぎ、マヨネーズ、ツナを基本とする。コロッケの具材として定番のじゃがいもやクリームは使用せず、具材の約7割がたまねぎで構成される。クリーミーな具とサクサクの衣が特徴であり、たまねぎ嫌いの子供でも食べられることがある。NHKアナウンサーの芳川隆一によれば、ホクホクしていて美味しく、ほんのりと甘い。

## 歴史
- 北見市のたまねぎ加工食品メーカーであるグリーンズ北見が考案した[5]。
- 2016年10月、全国コロッケフェスティバルで優勝した[1][5]。この優勝がきっかけとなり、たまコロブームに火が付いた[1]。
- 2019年9月、全国コロッケフェスティバルで再び優勝[6]。この年、毎日新聞で北見市のソウルフードとして紹介された[1]。また、NHKのほっとニュース北海道ではアナウンサーの芳川隆一がたまコロを取材し、北見の味として伝えた[2]。